# Up, Guards and at 'Em!
Albums de The Pigeon Detectives
Emergency
(2008) We Met at Sea
(2013)
Up, Guards and at 'Em! est le troisième album du groupe anglais de rock indépendant The Pigeon Detectives, publié le 4 avril 2011, par Dance to the Radio.

## Liste des chansons
| No  | Titre               | Durée |
| --- | ------------------- | ----- |
| 1.  | She Wants Me        | 3:33  |
| 2.  | Lost                | 4:13  |
| 3.  | What Can I Say?     | 4:29  |
| 4.  | Need to Know This   | 2:42  |
| 5.  | Done in Secret      | 3:58  |
| 6.  | What You Gonna Do?  | 3:10  |
| 7.  | Turn Out the Lights | 3:48  |
| 8.  | Through the Door    | 3:15  |
| 9.  | Go at it Completely | 3:32  |
| 10. | I Don't Know You    | 4:12  |